# 光丘站
光丘站（日语：／ Hikarigaoka eki */?）是位於日本東京都練馬區光丘二丁目，屬於東京都交通局（都營地下鐵）大江戶線的鐵路車站。此站是該線的終點站。車站編號是E 38。

## 簡介
光丘站位於光丘團地的中心軸上，車站周邊有大規模的商業設施。光丘位於練馬區的北端，鄰近板橋區及埼玉縣和光市。本站是都營地下鐵最西的車站。
大江戶線有延伸至大泉學園町、埼玉縣新座市和所澤市東所澤站的計劃。其中延伸至大泉學園町的部分計畫於2015年動工，現正進行取得土地及測量的工作。

## 歷史
- 1991年（平成3年）12月10日：都營12號線通車，光丘站啟用[1]。
- 2000年（平成12年）4月20日：都營12號線改稱大江戶線。
- 2012年（平成24年）12月8日：月台門啟用。

## 車站構造
本站是一地下車站，月台採島式月台1面2線設計。月台位於地下11.9米，是大江戶線各站月台中最接近地面的。
出入口有5處，其中A4連通光丘IMA。
在最初大江戶線計畫用大型20公尺級車輛10輛編組時，本站是規劃成島式月台2面4線。

### 月台配置
| 月台 | 路線     | 目的地                                   |
| ---- | -------- | ---------------------------------------- |
| 1    | 大江戶線 | 都廳前、六本木、（都廳前轉乘）飯田橋方向 |
| 2    | 大江戶線 | 下車月台                                 |

（來源：都營地下鐵:車站構內圖（页面存档备份，存于））

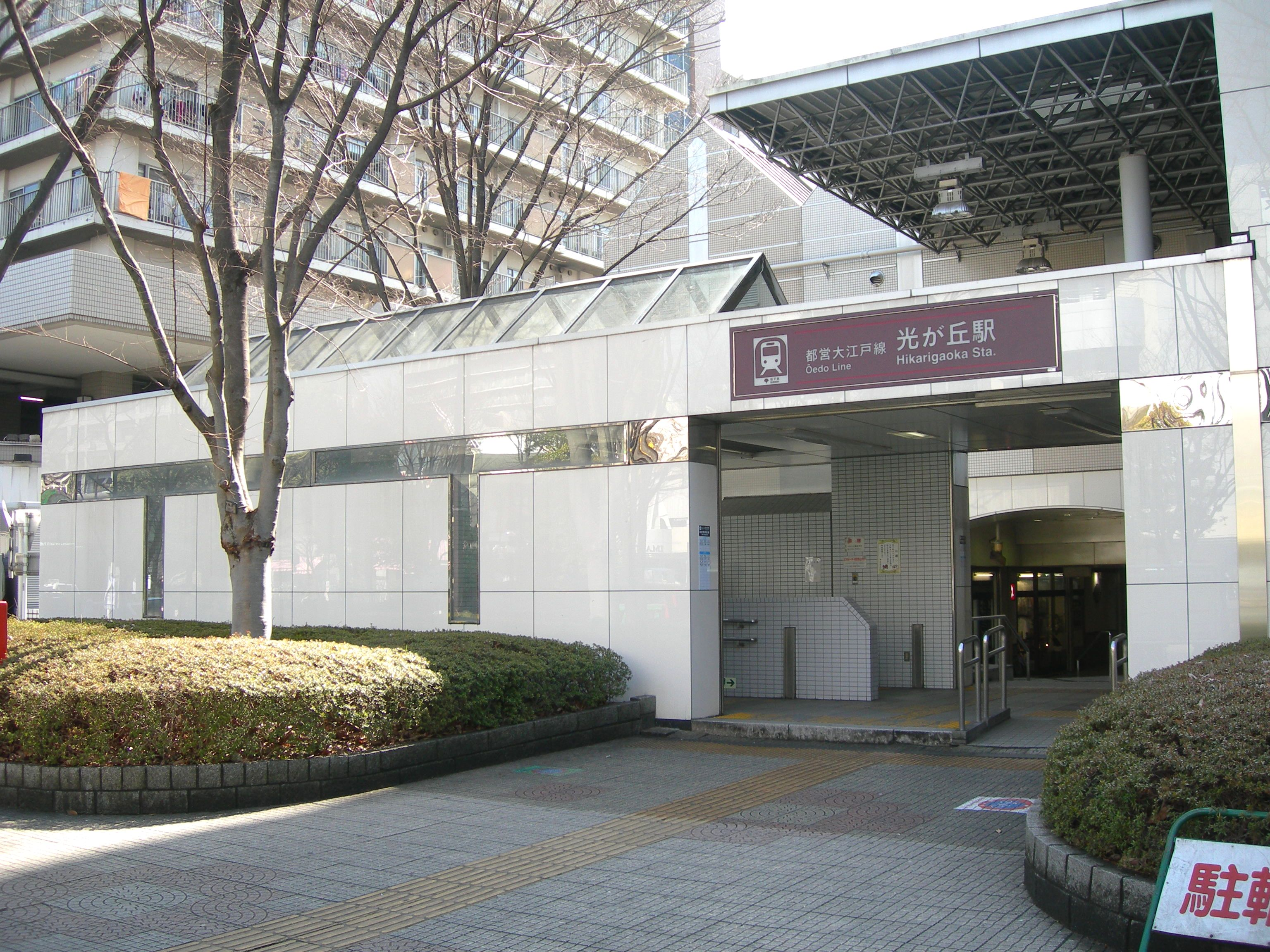
A5出口
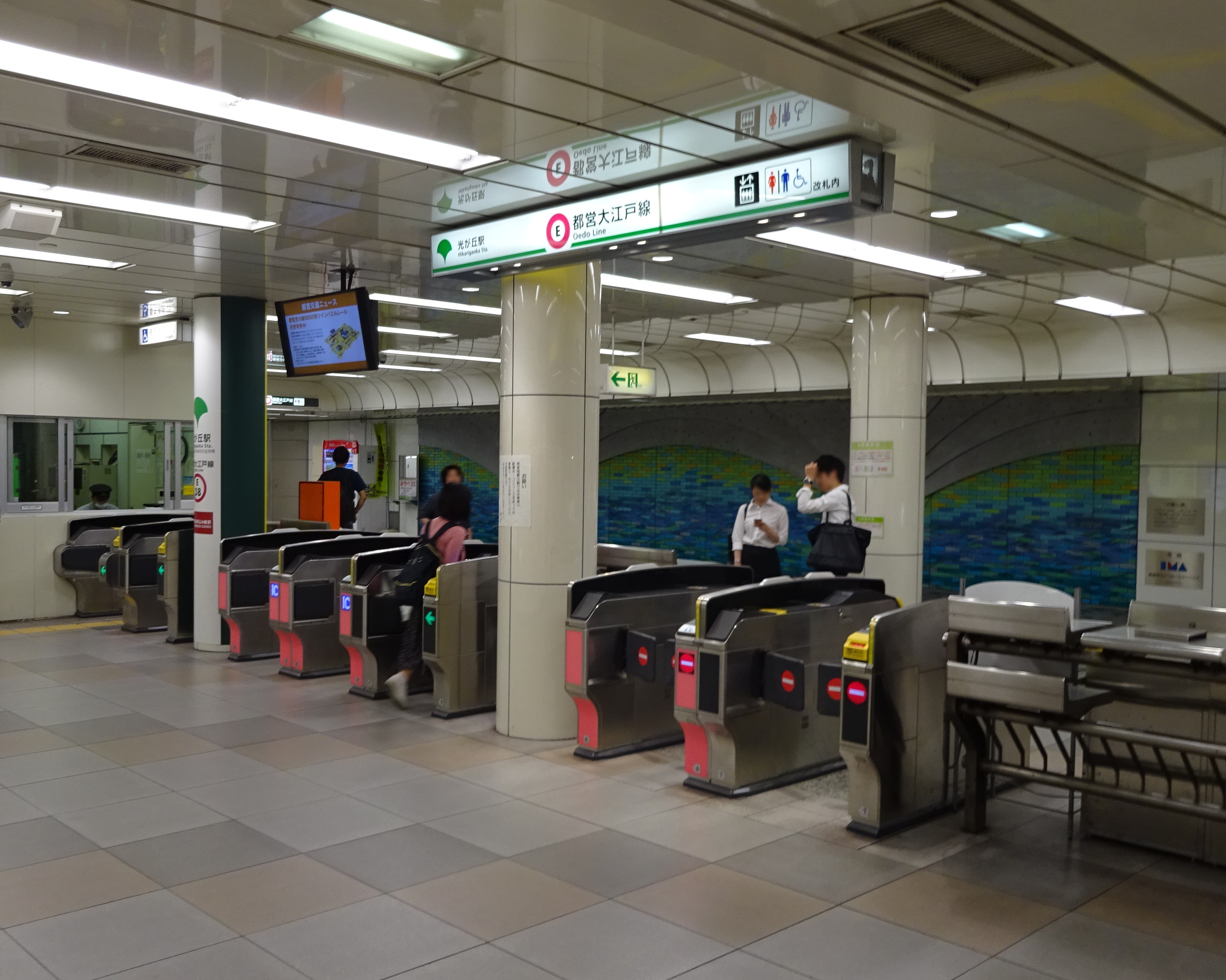
剪票口（2016年6月）
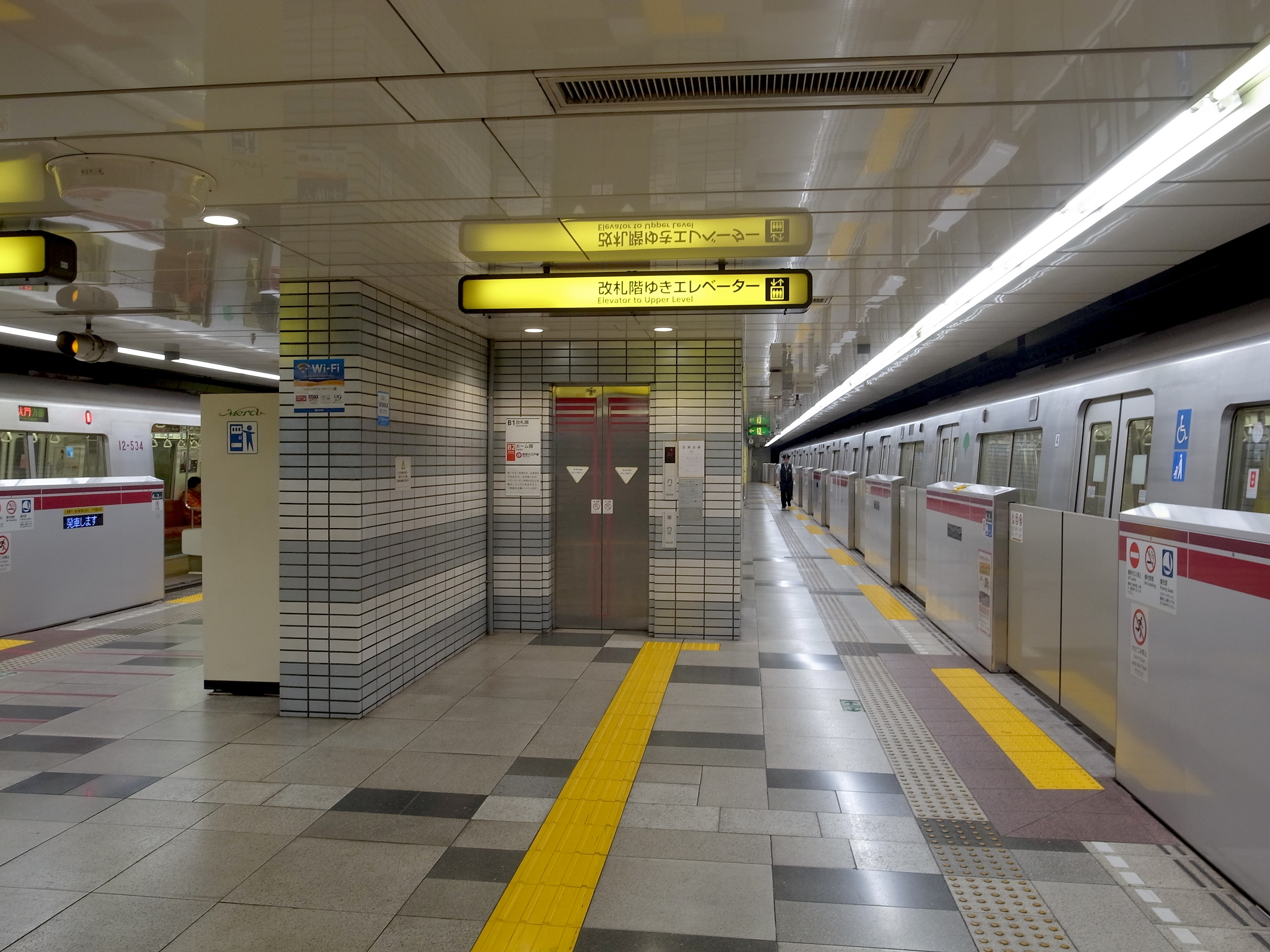
月台（2014年11月）

## 利用狀況
2017年度1日平均上下車人次為62,937人（上車人次31,468人、下車人次31,469人）。
開業以來1日平均上下車、上車人次變化如下表。
| 年度               | 1日平均 上下車人次 | 1日平均 上車人次 | 來源     |
| ------------------ | ------------------ | ---------------- | -------- |
| 1991年（平成03年） |                    | 7,982            | [ * 1 ]  |
| 1992年（平成04年） |                    | 9,019            | [ * 2 ]  |
| 1993年（平成05年） |                    | 10,027           | [ * 3 ]  |
| 1994年（平成06年） |                    | 11,025           | [ * 4 ]  |
| 1995年（平成07年） |                    | 11,303           | [ * 5 ]  |
| 1996年（平成08年） |                    | 11,540           | [ * 6 ]  |
| 1997年（平成09年） |                    | 13,501           | [ * 7 ]  |
| 1998年（平成10年） |                    | 19,545           | [ * 8 ]  |
| 1999年（平成11年） |                    | 20,689           | [ * 9 ]  |
| 2000年（平成12年） | 44,731             | 22,284           | [ * 10 ] |
| 2001年（平成13年） | 47,999             | 23,977           | [ * 11 ] |
| 2002年（平成14年） | 50,070             | 25,030           | [ * 12 ] |
| 2003年（平成15年） | 52,289             | 26,097           | [ * 13 ] |
| 2004年（平成16年） | 53,505             | 26,669           | [ * 14 ] |
| 2005年（平成17年） | 54,613             | 27,231           | [ * 15 ] |
| 2006年（平成18年） | 56,189             | 28,041           | [ * 16 ] |
| 2007年（平成19年） | 58,452             | 29,252           | [ * 17 ] |
| 2008年（平成20年） | 58,467             | 29,285           | [ * 18 ] |
| 2009年（平成21年） | 57,244             | 28,706           | [ * 19 ] |
| 2010年（平成22年） | 56,804             | 28,468           | [ * 20 ] |
| 2011年（平成23年） | 56,529             | 28,347           | [ * 21 ] |
| 2012年（平成24年） | 57,846             | 28,980           | [ * 22 ] |
| 2013年（平成25年） | 59,065             | 29,579           | [ * 23 ] |
| 2014年（平成26年） | 59,157             | 29,598           | [ * 24 ] |
| 2015年（平成27年） | 60,107             | 30,060           | [ * 25 ] |
| 2016年（平成28年） | 61,464             | 30,739           | [ * 26 ] |
| 2017年（平成29年） | 62,937             | 31,468           |          |

## 車站周邊

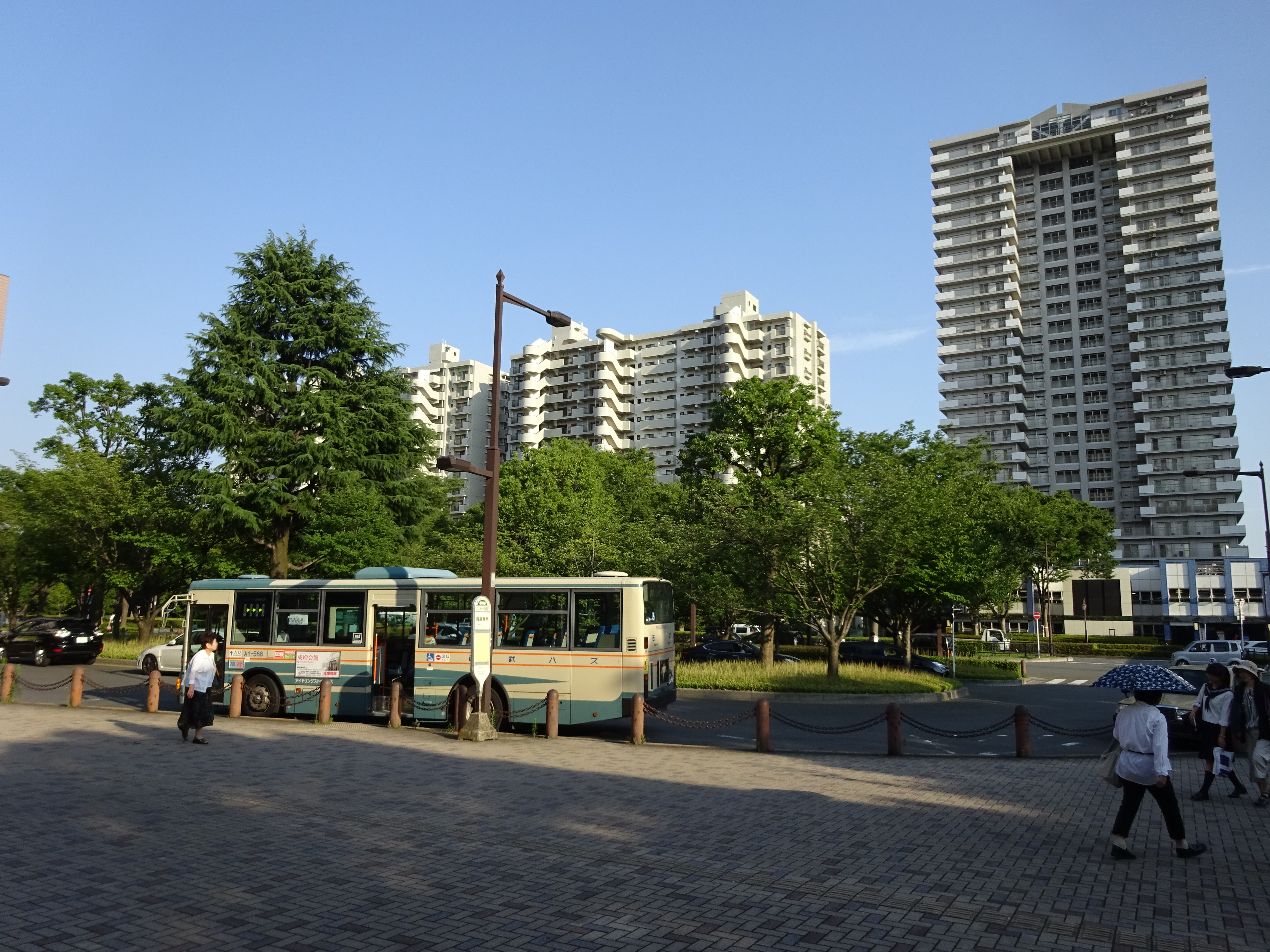
站前廣場（2016年6月）

- 光丘
  - 光丘公園（日语：光が丘公園）
  - 光丘團地
  - 光丘IMA（日语：光が丘IMA）
    - 永旺（日语：イオン (店舗ブランド)）
    - LIVIN（日语：リヴィン）
      - LIBRO（日语：リブロ）

    - 四谷學院（日语：四谷学院）光丘站前教室

  - 練馬區役所光丘出張所
  - 警視廳光丘警察署（日语：光が丘警察署）
  - 光丘郵便局（日语：光が丘郵便局）
  - 練馬區立光丘圖書館
  - 光丘清掃工場
  - 練馬光丘醫院（日语：地域医療振興協会練馬光が丘病院）
  - 練馬區立光丘四季之香小學校
  - 練馬區立光丘春之風小學校（日语：練馬区立光が丘春の風小学校）
  - 練馬區立光丘夏之雲小學校
  - 練馬區立光丘秋之陽小學校
  - 練馬區立光丘第一中學校（日语：練馬区立光が丘第一中学校）
  - 練馬區立光丘第二中學校（日语：練馬区立光が丘第二中学校）
  - 練馬區立光丘第三中學校（日语：練馬区立光が丘第三中学校）
  - 練馬區立光丘第四中學校（日语：練馬区立光が丘第四中学校）
  - 東京都立田柄高等學校（日语：東京都立田柄高等学校）
  - 東京都立光丘高等學校（日语：東京都立光丘高等学校）
  - 光丘東大通
  - 光丘西大通
  - 夏之雲公園
- 東京都道443號南田中町旭町線（日语：東京都道443号南田中町旭町線）
- 木場車輛檢修場（日语：木場車両検修場）高松車庫

### 巴士路線

#### 光丘站
1號站台
- 土支田循環（光202）：練馬光丘醫院、土支田（日语：土支田）八幡、土支田地藏循環（國際興業巴士（日语：国際興業バス），西武巴士共同營運）
- （國際興業巴士受託營運）
  - 北町線：經練馬光丘醫院、練馬第七出張所、練馬北町車庫（日语：国際興業バス練馬営業所）、北町（日语：北町 (練馬区)）一丁目往東武練馬站入口循環
  - 北町線：經練馬光丘醫院、練馬第七出張所、北町小學校往東武練馬站入口（1日4班）
  - 冰川台線：經練馬春日町站東、練馬站、冰川台站、冰川台福祉園、東武練馬站入口往練馬北町車庫循環
  - 冰川台線：往練馬光丘醫院

2號站台（國際興業巴士）
- 光01：經光丘七丁目、平和台站往練馬北町車庫
- 光02：經光丘七丁目、平和台站、練馬北町車庫、常盤台站入口往池袋站東口
- 光04：經田柄（日语：田柄）五丁目、平和台站、錦（日语：錦 (練馬区)）團地往練馬北町車庫

3號站台（西武巴士）
- 光31、練高01、練高02：經旭町二丁目往成增站南口
- 練高01：經光丘三丁目往練馬高野台站
- 練高02、深夜線：經光丘三丁目、練馬高野台站往南田中車庫（日语：西武バス練馬営業所）
- 練高03：經光丘七丁目、練馬高野台站往南田中車庫
- 保谷線：經練馬光丘醫院、長久保、大泉第三小學校往保谷站（西武巴士受託營運）

2001年4月－2003年3月間，西武巴士、国際興業巴士、京濱急行巴士曾聯營來往本站與羽田機場（經成增站及高島平站）的高速巴士線，但最終因乘客量低落而終止服務。

#### 北側
國際興業巴士
- 光01、光02、土支田循環：往光丘站

西武巴士
- 光31、練高03、土支田循環：往光丘站
- 練高01：經光丘站往練馬高野台站
- 練高02、深夜巴士：經光丘站、練馬高野台站往南田中車庫

#### 南側
國際興業巴士
- 光01：經平和台站往練馬北町車庫
- 光02：經平和台駅、練馬北町車庫、常盤台站入口往池袋站東口

西武巴士
- 光31、練高01、練高02：往成增站南口
- 練高03：經光丘七丁目、練馬高野台站往南田中車庫（班次少）

## 相鄰車站
都營地下鐵
 大江戶線
練馬春日町（E 37）－光丘（E 38）

### 來源
東京都統計年鑑
1. ↑  .   [2017-05-31]. （原始内容存档于2016-03-05）.
2. ↑  東京都統計年鑑（平成4年）
3. ↑  東京都統計年鑑（平成5年）
4. ↑  東京都統計年鑑（平成6年）
5. ↑  東京都統計年鑑（平成7年）
6. ↑  東京都統計年鑑（平成8年）
7. ↑  .   [2017-05-31]. （原始内容存档于2016-03-04）.
8. ↑  東京都統計年鑑（平成10年）PDF
9. ↑  東京都統計年鑑（平成11年）PDF
10. ↑  .   [2017-05-31]. （原始内容存档于2016-03-04）.
11. ↑  .   [2017-05-31]. （原始内容存档于2016-03-04）.
12. ↑  .   [2017-05-31]. （原始内容存档于2017-07-29）.
13. ↑  .   [2017-05-31]. （原始内容存档于2017-07-29）.
14. ↑  .   [2017-05-31]. （原始内容存档于2017-07-29）.
15. ↑  .   [2017-05-31]. （原始内容存档于2017-07-29）.
16. ↑  .   [2017-05-31]. （原始内容存档于2017-07-29）.
17. ↑  .   [2017-05-31]. （原始内容存档于2017-07-29）.
18. ↑  .   [2017-05-31]. （原始内容存档于2017-07-29）.
19. ↑  .   [2017-05-31]. （原始内容存档于2016-03-26）.
20. ↑  .   [2017-05-31]. （原始内容存档于2016-03-27）.
21. ↑  .   [2017-05-31]. （原始内容存档于2016-03-25）.
22. ↑  .   [2017-05-31]. （原始内容存档于2016-03-27）.
23. ↑  .   [2017-05-31]. （原始内容存档于2016-03-22）.
24. ↑  .   [2017-05-31]. （原始内容存档于2017-07-30）.
25. ↑  .   [2019-02-26]. （原始内容存档于2018-11-09）.
26. ↑  .   [2019-02-26]. （原始内容存档于2019-05-02）.

## 外部連結
- 光丘 - 東京都交通局